# Johan Sigismund Schulin (1808-1880)
 Der er flere personer med dette navn, se Johan Sigismund Schulin (flertydig).
Johan Sigismund lensgreve Schulin (født 8. september 1808 på Frederiksdal, død 14. november 1880 i Hillerød) var dansk godsejer, kammerherre, hofjægermester og amtmand.
Han var søn af fideikommisbesidder, amtmand, greve Sigismund Ludvig Schulin og Louise Elisabeth f. Brown (24. juli 1785 – 28. januar 1851). Han fødtes 8. september 1808 på Frederiksdal ved Lyngby, blev 1828 student fra Sorø Akademi og 1833 juridisk kandidat. 1834 indtrådte han som auskultant i Rentekammeret, var 1840-41 i henved 2 år konstitueret som amtmand over Holbæk Amt og fungerede derefter 1841-43 som kommitteret i Rentekammeret, indtil han sidstnævnte år udnævntes til amtmand over Ringkøbing Amt, hvorfra han 1860 forflyttedes til den tilsvarende stilling i Frederiksborg Amt. Fra dette embede afskedigedes han i efteråret 1880 på grund af nedbrudt helbred og døde 14. november samme år i Hillerød. 1843 var han blevet kammerherre, 1856 tildeltes der ham Dannebrogsordenens Kommandørkors og 1877 samme ordens Storkors.
1840 valgtes han til stænderdeputeret for Sjællands Stifts sædegårdsejere, og han mødte i denne egenskab ved forsamlingerne i Roskilde 1842-46. Senere var han 1853-55 medlem af Rigsdagens Landsting som valgt i 11. kreds.
Han var medlem af Folketinget valgt ved et suppleringsvalg i Ringkøbing Amts 2. valgkreds (Lemvigkredsen) fra 1. september 1859 til 14. september 1861 og medlem af Københavns Amtsråd 1842-1843.
Han blev 1. marts 1839 gift med Charlotte Zeuthen (14. marts 1815 – 30. august 1892), en datter af højesteretsassessor Vilhelm Peter Zeuthen og Bolette Maria Dorothea f. Bartholin.